# Лягушка Андерсона
Лягушка Андерсона (лат. Odorrana andersonii) — вид земноводных из семейства настоящих лягушек. Эндемик Юго-Восточной Азии: Вьетнам, Индия, Лаос, Мьянма, Китай (Гуанси, Юньнань, Гуйчжоу) и Таиланд. Встречаются около горных водных потоках и на скалах и нижних ветвях в горных вечнозелёных лесах на высотах от 200 до 2060 м. Вид Odorrana andersonii был описан в 1882 году бельгийско-британским зоологом Джорджем Альбертом Буленджером (1858—1937) под первоначальным названием Rana andersonii Boulenger, 1917. Основные причины вымирания: сбор для пищевых целей и фрагментация естественных мест обитания.